# Терористичен акт в Ница през 2016 г.
Терористичният акт в Ница е извършен вечерта на 14 юли 2016 г., когато мъж врязва товарен камион в тълпата, събрала се да празнува националния празник на Франция – превземането на Бастилията. Загиват над 84 души, а над 300 са ранени. Атентаторът е застрелян от полицията.

## Нападението
Вечерта на 14 юли 2016 г. големи тълпи от хора се събират на крайбрежната (т. нар. Английска) алея на Ница, Франция, за да гледат фойерверките по случай Националния празник на Франция, Деня на Бастилията. Около 22:40 ч. местно време, 19-тонен товарен камион Renault Midlum навлиза със скорост 60-70 km/h по Английската алея към тълпата от хора, като се движи най-малко 100 m, преди да се забие в публиката, а след това да се движи още два километра през тълпата. Полицията в крайна сметка стреля по камиона, убивайки шофьора и слагайки край на атаката.
Няколко очевидци съобщават, че камионът е карал на зиг-заг, за да блъсне повече хора. Има и съобщения за стрелба от кабината на камиона, въпреки че има и мнения, че са фойерверки от улицата. Очевидец пред CNN казва, че нападението е настъпило след честването на фойерверките. И, че също извършителят е управлявал камиона през блокираната улица. Свидетели твърдят, че той е извикал „Аллах Акбар!“ преди да бъде убит.
При претърсването на камиона са намерени оръжия и гранати. Както и е разкрита самоличността на атентатора. Той е на 31 години, френски гражданин от тунизийски произход.